# Сандерс, Кори
Кори Сандерс (англ. Corey Sanders; род. 7 марта 1975, Вашингтон, США) — американский боксёр-профессионал, выступавший в тяжёлой весовой категории. Один из спарринг-партнёров Майка Тайсона, известный также по участию в показательных поединках с Тайсоном во время его мирового турне в 2006 году.

## Профессиональная карьера
Дебютировал в сентябре 1994 года в тяжёлой весовой категории. За первый год потерпел два поражения по очкам от более опытных боксёров.
В марте 1996 года Сандерс проиграл нокаутом во втором раунде, Майклу Гранту (16-0).
Следом последовало второе досрочное поражение от соотечественника Джерри Балларда в бою за титул чемпиона мира по версии IBC
В сентябре 1997 года проиграл по очкам джорнимену, Мариону Уилсону (9-23-3)

### 21 июля 1998 годаАнджей Голота—Кори Сандерс
- Место проведения:  Марк Джи Этесс Арена, Атлантик Сити, Нью-Джерси, США
- Результат: Победа Голоты единогласным решением в 10-раундовом бою
- Статус: Рейтинговый бой
- Рефери: Тони Орландо
- Счет судей: Дебора Барнс (100-90), Пол Венти (99-90), Кейсон Чикс (97-93) — все в пользу Голоты
- Вес: Голота 109,32 кг; Сандерс 118,80 кг
- Трансляция: USA Network

В июле 1998 года Кори Сандерс вышел на ринг против Анджея Голоты (30-3). В зрелищном бою поляк переиграл соперника. В поединке Сандерс получил рассечение над правым глазом.
8 августа 2001 года, Сандерс нокаутировал олимпийского призёра, Паэа Вольфграма (20-3).

### 17 марта 2002 годаОлег Маскаев—Кори Сандерс
- Место проведения:  Голд Каунтри Казино, Оровилл, Калифорния, США
- Результат: Победа Сандерса техническим нокаутом в 8-м раунде в 10-раундовом бою
- Статус: Рейтинговый бой
- Рефери: Марти Сэммон
- Время: 1:38
- Вес: Сандерс 105,23 кг; Маскаев 104,10 кг
- Трансляция: Fox Sports Net

В марте 2002 года Корри Сандерс встретился с россиянином Олегом Маскаевым. В 8-м раунде Сандерс левым хуком послал россиянина в тяжелый нокдаун. Маскаев встал на счет 8, но тут же тем же ударом Сандерс повторно отправил его на канвас. Рефери остановил бой. После этого боя Маскаева списали со счетов.
В июле 2002 года Сандерс проиграл нокаутом в 5-м раунде Дэвариллу Уильямсону.

### 28 февраля 2004 годаТимо Хоффманн—Кори Сандерс
- Место проведения:  «Мерцвекхалле», Дрезден, Саксония, Германия
- Результат: Победа Хоффманна по очкам единогласным решением судей в двенадцатираундовом бою
- Статус: Бой за звание интерконтинентального чемпиона мира по версии WBO
- Счет судей: 118—109, Хоффманн, 117—111, Хоффманн, 119—108, Хоффманн
- Вес: Хоффманн — 113,8 кг; Сандерс — 148,9 кг

Малоподвижный и, мягко говоря, не обладавший виртуозной боксёрской техникой Сандерс вряд ли мог рассчитывать на успех в данном бою. Однако Хоффманн, ожидаемо выигравший по очкам, выглядел неубедительно — проявлял минимум активности в ринге и был предсказуем и однообразен в атакующих действиях. После этого боя Сандерс завершил карьеру.
В октябре 2006 года состоялся 4-раундовый показательный поединок между Кори Сандерсом и Майком Тайсоном. Сандерс боксировал в шлеме. В 1-м раунде Сандерс побывал в нокдауне. Тайсон уверенно переигрывал его все 4 раунда. Так как бой имел неофициальный статус, то он завершился без объявления результата и не был включен в послужные списки боксеров.
В том же 2006 году вернулся на профессиональный ринг, и проиграл три поединка из трёх.

### 14 октября 2006 годаКертсон Мэнсуэлл—Кори Сандерс
- Место проведения:  «Дуайт Йорк Стэдиум», Баколет, Тринидад и Тобаго
- Результат: Победа Мэнсуэлла по очкам единогласным решением судей в десятираундовом бою
- Статус: Рейтинговый бой
- Рефери: Томми Томас
- Счет судей: Стэнли Чаймминг (98-91, Мэнсуэлл), Джордж Сент-Од (98-92, Мэнсуэлл),  Маккензи Грейнджер (98-93, Мэнсуэлл)
- Вес: Мэнсуэлл – 107,0 кг; Сандерс – 152,0 кг

На первый взгляд казалось, что потяжелевшему с возрастом сверх всякой меры Сандерсу нечего противопоставить более подвижному и техничному сопернику. Бой действительно проходил по ожидаемому сценарию – Мэнсуэлл,  легко избегая медленных ударов американца, продуктивно атаковал со средней дистанции и выигрывал раунд за раундом. В седьмом временном отрезке поединка Кертсон, видимо, счёл оппонента неспособным в дальнейшем доставлять ему хоть какие-то трудности. Расплата за это последовала незамедлительно. Одна из редких контратак Сандерса увенчалась успехом, и Мэнсуэлл оказался в нокдауне. Правда,  тринидадец быстро восстановился и более не давал повода усомниться в своем преимуществе. Победу Кертсона утвердил единогласный вердикт судей, на картах которых боксёр лидировал с огромным перевесом в очках.
Через год проиграл единогласным немцу Стеффену Кетчману.
В декабре 2007 года встретился с Денисом Бахтовым. Сандерс проиграл единогласным решением судей в 6 раундовом бою, хотя трижды отправлял соперника в нокдаун.